# Hiéroglyphe égyptien D29
Le hiéroglyphe égyptien D29 (deux bras levés sur pavois est classifié dans la section D « Parties du corps humain » de la liste de Gardiner ; cet hiéroglyphe y est noté D29.

## Représentation
Il représente la combinaison de deux bras levés (D28) sur un pavois (hiéroglyphe R12). Il est translittéré kȝ.

## Utilisation
| D29 | B1 |

| D29 | B1 |

essence (d'un être), personnalité, chance, destin, fortune, volonté (du roi), royauté, bonne volonté, bon vouloir, spectre, fantôme ».